# تنش کاربردی
تنش کاربردی یکی از روشهای روان درمانی برای درمان ترس مرضی (phobia) است. این روش مخصوص درمان فوبی خون و جراحت است. اگر بیمار موقع دیدن آمپول غش می‌کند، روان شناس به وی یاد می‌دهد که بدنش را در هنگام ترس منقبض کند. درست بر عکس ریلکسیشن که بدن باید آرام باشد، در موقع ترس از خون و جراحت، بدن بهتر است که منقبض شود تا از ضعف جلوگیری شود. از آن جا که بدن نمی‌تواند هم ضعف کند و هم منقبض باشد، بیمار به یک سلاح مبارزه با وحشت از خون مجهز می‌شود و کم کم به این باور می‌رسد که خون واقعاً ترسی ندارد.